# Eupithecia eszterkae
Eupithecia eszterkae är en fjärilsart som beskrevs av András Vojnits 1976. Eupithecia eszterkae ingår i släktet Eupithecia och familjen mätare. Inga underarter finns listade i Catalogue of Life.